# Michaela Gansterer
Michaela Gansterer-Zaminer (* 10. Dezember 1959 in Hainburg) ist eine österreichische Politikerin und Gastwirtin. Vom 24. April 2003 bis zum 9. April 2008 war sie für die ÖVP Mitglied des Bundesrates.

## Leben
Michaela Gansterer-Zaminer absolvierte das Gymnasium in Bruck an der Leitha, und anschließend die Höhere Bundeslehranstalt für wirtschaftliche Berufe in Wien, die sie mit der Matura abschloss. Nach mehreren beruflichen Stationen betreibt sie nunmehr seit 1992 den in Familienbesitz befindlichen Gasthof Zum Goldenen Anker in ihrem Geburtsort.

## Politik
Sie ist Mitglied des Hainburger Gemeinderates.
Für Schlagzeilen sorgte Michaela Gansterer-Zaminer, als sie mit einer Kollegin – der späteren Bundesratspräsidentin Sissy Roth-Halvax (ÖVP) – am 14. April 2005 den Bundesrat John Gudenus handgreiflich bei einer Abstimmung störte, indem sie dessen zur Abstimmung gehobenen Arm herunterdrückte, was ihr aber nicht ganz gelang. Die Ja-Stimme Gudenus’ wurde gewertet, der Neuwahlantrag der Opposition bekam dadurch eine Mehrheit (was aber ohne staatsrechtliche Folgen blieb).
Gansterer-Zaminer begründete ihr Verhalten damit, dass sie einen „Irrtum“ verhindern wollte. Fernsehbilder zeigen aber einen längeren Kampf. Der Vorfall blieb für Michaela Gansterer-Zaminer ohne Folgen, nicht zuletzt, weil auch Gudenus auf Anfragen von Journalisten meinte, sich nicht wirklich bei der Stimmabgabe behindert gefühlt zu haben.